# Antonio Carracci
Antonio Carracci (Venezia, 1583? – Roma, 8 aprile 1618) è stato un pittore italiano.

## Biografia

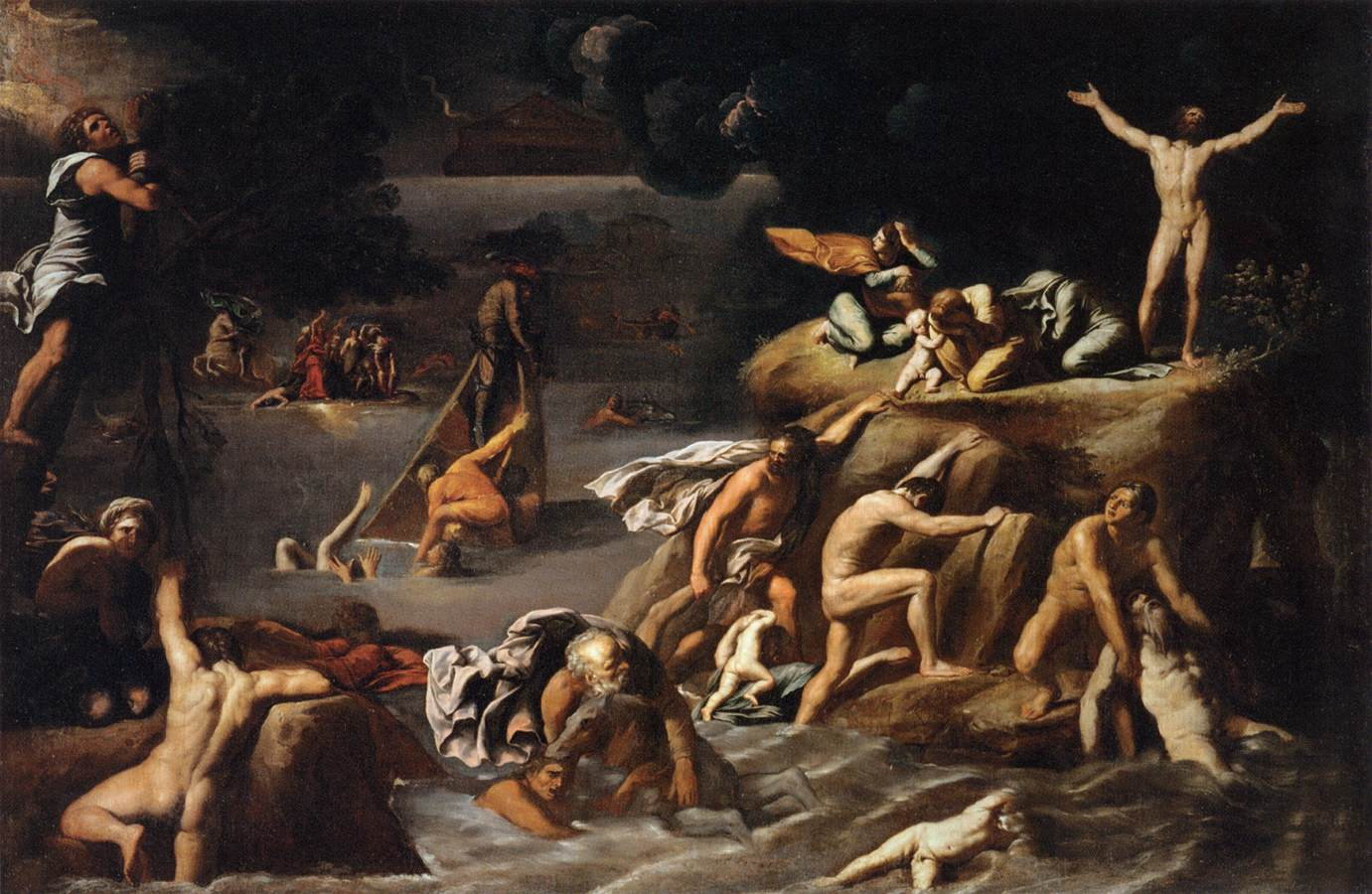
Antonio Carracci, Diluvio universale, 1616-1618, Parigi, Louvre

La data di nascita di Antonio Carracci non è nota. È certo che morì a Roma l'8 aprile 1618: secondo il suo primo biografo, Giulio Mancini, morì all'età di 25 anni, mentre secondo Giovanni Baglione (che doveva conoscere personalmente Antonio, essendo entrambi soci dell'Accademia di San Luca) quando la morte lo colse aveva 35 anni; in un appunto anonimo, infine, si dice che fosse figlio naturale di Agostino Carracci, che il Tintoretto fu suo padrino di battesimo e che morì a 28 anni.
Carlo Cesare Malvasia, che scrisse una biografia di Antonio Carracci nella sua Felsina pittrice, ebbe modo di intervistare un suo cugino prete, don Giovanni Battista Carracci, dal quale dovette apprendere che Antonio era nato nella parrocchia di Santa Lucia a Venezia da una cortigiana (o piuttosto una concubina) di nome Isabella e che la madre era con lui a Roma quando morì: Malvasia fece fare delle indagini nei registri parrocchiali, ma trattandosi di una nascita illegittima e non conoscendosi il cognome della madre la ricerca non produsse risultati. La data di nascita secondo lui più probabile era il 1583, sostenuta anche da Baglione.
Agostino, pur non legittimandolo, riconobbe il figlio e gli consentì di portare il suo cognome ma, morti lui e suo fratello Annibale Carracci, suo zio Giovanni Antonio, per averne l'eredità, scrisse al cardinale Odoardo Farnese mettendo in dubbio la paternità di Agostino: Antonio si difese citandolo in giudizio e ottenendo ragione, ma il clamore suscitato dalla lite lo costrinse ad abbandonare Bologna per sempre.
La formazione di Antonio si svolse inizialmente presso il padre Agostino insieme ad altri allievi quali il Domenichino, Sisto Badalocchio e Giovanni Lanfranco.
Alla morte del genitore (1602), si trasferì, con gli altri discepoli di Agostino Carracci, a Roma presso lo zio Annibale  e forse partecipò ai lavori di decorazione della Galleria Farnese e della cappella di palazzo Aldobrandini.
Dopo la scomparsa dello zio (1609), lavorò in Santa Maria in Monticelli, in San Girolamo degli Schiavoni, in Santa Maria in Trastevere, in San Sebastiano fuori le Mura, in Palazzo Mattei. 
Assieme a Guido Reni partecipò alla decorazione della cappella dell'Annunciata nel Palazzo del Quirinale. Sempre nel Quirinale eseguì una pala d'altare e contribuì alla stesura degli affreschi di un salone (Sala del Diluvio) dove raffigurò delle piccole storiette con episodi veterotestamentari. Tra questi anche la scena del Diluvio universale, che attualmente dà il nome all'ambiente che la contiene. Antonio riprodusse questa composizione anche su tavola (Louvre): si tratta di una delle sue opere oggi più note. Altri suoi dipinti si trovano nella chiesa di San Bartolomeo all'Isola.
Lo stile pittorico di Antonio Carracci si colloca nell'alveo della grande tradizione fondata da suo zio Annibale e forse risente anche degli influssi del Domenichino (a sua volta allievo prima di Agostino e poi di Annibale Carracci). Antonio tuttavia, pur pittore non privo di doti, specie come paesaggista, non raggiunse gli apici di suo zio e di suo padre.
Mori in giovane età e fu sepolto nella chiesa di Sant'Andrea delle Fratte.